# Cuilala de Hidalgo
Cuilala de Hidalgo är en ort i Mexiko.   Den ligger i kommunen Aquila och delstaten Michoacán de Ocampo, i den södra delen av landet, 400 km väster om huvudstaden Mexico City. Cuilala de Hidalgo ligger 16 meter över havet och antalet invånare är 209.
Terrängen runt Cuilala de Hidalgo är kuperad. Havet är nära Cuilala de Hidalgo söderut.  Närmaste större samhälle är San Pedro Naranjestil, 12,5 km norr om Cuilala de Hidalgo.